# Euthecosomata
Euthecosomata is een onderorde van weekdieren uit de klasse van de Gastropoda (slakken).

## Superfamilies
- Cavolinioidea Gray, 1850 (1815)
- Limacinoidea Gray, 1840